# Lāchālūng La
Lāchālūng La är ett bergspass i Indien.   Det ligger i unionsterritoriet Ladakh, i den norra delen av landet, 500 km norr om huvudstaden New Delhi. Lāchālūng La ligger 5 052 meter över havet.
Terrängen runt Lāchālūng La är kuperad åt nordost, men åt sydväst är den bergig.  Trakten runt Lāchālūng La är nära nog obefolkad, med mindre än två invånare per kvadratkilometer. Trakten runt Lāchālūng La är ofruktbar med lite eller ingen växtlighet.